# Steven Greenberg
Steven Greenberg (19 de juny de 1956) és un escriptor i teòleg estatunidenc, el primer rabí ortodox a anunciar la seva homosexualitat alhora que reivindica la seva adhesió al judaisme ortodox. Atesa la postura del judaisme ortodox sobre l'homosexualitat, Greenberg ha esdevingut un focus tant per a les crítiques com per a les lloances, així com un símbol per al moviment gai jueu.

## Formació i carrera
Greenberg obtingué un títol de grau en filosofia a la Universitat Yeshiva de Nova York, i fou ordenat rabí el 1983 pel Seminari Teològic Rabbi Isaac Elchanan de la mateixa universitat. Des del 1985 és educador sènior per al CLAL, un think-tank jueu, institut d'entrenament per al lideratge i centre de recursos.
El 1996 rebé una beca per estudiar durant dos anys a Jerusalem temes de política educacional i investigar les actituds bíbliques i rabíniques sobre la sexualitat. A Jerusalem conegué el cineasta Sandi Simcha Dubowski, qui iniciava el rodatge del seu premiat documental Trembling Before G-d, amb qui inicià una col·laboració.
Després de col·laborar a Israel amb un grup d'activistes gai en la fundació del Jerusalem Open House, el primer centre comunitari gai i lèsbic, Greenberg tornà als Estats Units el març del 1999, efectuant la seva sortida pública de l'armari om a primer rabí ortodox obertament gai. Des d'aleshores, Greenberg s'ha convertit en un defensor públic d'acabar amb el silenci entre la comunitat ortodoxa jueva respecte l'homosexualitat.
El novembre del 2003 Dubowski i Greenberg s'associaren amb la terapeuta Naomi Mark per organitzar la primera conferència de salut mental ortodoxa sobre homosexualitat. La conferència reuní per primer cop terapeutes ortodoxos dels Estats Units per resoldre les qüestions que enfronten els seus clients gais i lesbianes i llurs famílies.
El 2004 publicà el seu primer llibre, Wrestling with God and Men: Homosexuality in the Jewish Tradition, en el qual reflecteix deu anys d'investigació i pensament sobre homosexualitat i judaisme.